# Józef Wilkowski
Józef Wilkowski (ur. 14 sierpnia 1889 w Zalesiu Śląskim (powiat strzelecki), zm. 20 lutego 1967 tamże) – rolnik, działacz spółdzielczy, działacz Związku Polaków w Niemczech.

## Życiorys
Syn polskiego rolnika, po ukończeniu niemieckiej 8-klasowej szkoły powszechnej brał udział w kursach rolniczo-spółdzielczych. Został wcielony do armii niemieckiej, w szeregach której walczył na frontach I wojny światowej. W latach 1918–1920 był członkiem polskiej Powiatowej Rady Ludowej w Strzelcach Opolskich, przewodniczącym polskiej Rady Ludowej w Zalesiu, działaczem Związku Rolników Polskich na Śląsku i przywódcą zwycięskiego strajku rolnego chłopów polskich. 9 grudnia 1919 został wybrany na członka zarządu gminy w Zalesiu. Od 1918 był działaczem Banku Ludowego w Strzelcach. W latach 1919–1921 był członkiem Polskiej Organizacji Wojskowej Górnego Śląska. Brał udział w kampaniach wyborczych polskich kandydatów na posłów do parlamentu Rzeszy, w przygotowaniach do I powstania śląskiego i w kampanii przed plebiscytem na Śląsku. Wziął udział w I i III powstaniu śląskim. W latach 1920–1921 był przewodniczącym gminnego Polskiego Komitetu Plebiscytowego w Zalesiu i członkiem powiatowego Polskiego Komitetu Plebiscytowego w Strzelcach. Na skutek prześladowań schronił się w Polsce, przebywając początkowo w Zagłębiu Dąbrowskim, a w okresie lipiec 1922 - luty 1923 w Mysłowicach, gdzie objął stanowisko wiceprezesa Wojewódzkiego Zarządu Kółek Rolniczych. Do rodzinnego Zalesia powrócił w 1923 po utworzeniu Dzielnicy I Związku Polaków w Niemczech. Brał udział w reaktywowaniu Banku Ludowego w Strzelcach Opolskich, był członkiem Towarzystwa Gimnastycznego „Sokół”, Polsko-Katolickiego Towarzystwa Szkolnego, Zjednoczenia Zawodowego Rolników na Śląsku. W latach 1930–1939 był działaczem Górnośląskiego Zjednoczenia Rolników, organizatorerm licznych kursów rolniczych, działaczem „Lutni” i chóru męskiego „Piast” w Zalesiu.
Po wybuchu II wojny światowej, został aresztowany 11 września 1939 przez gestapo, i wywieziony do obozu koncentracyjnego w Buchenwaldzie. 25 marca 1942 władze hitlerowskie skonfiskowały dom i gospodarstwo Wilkowskich, wysiedlając jego żonę i siedmioro dzieci do pow. niemodlińskiego.
Po zakończeniu wojny wrócił do rodzinnego Zalesia; podjął działania przy ponownej reaktywacj Banku Ludowego w Strzelcach, działał też w Towarzystwie Rozwoju Ziem Zachodnich i Związku Bojowników o Wolność i Demokrację.

## Ordery i odznaczenia
- Krzyż Komandorski Orderu Odrodzenia Polski
- Złoty Krzyż Zasługi (dwukrotnie: po raz pierwszy 18 stycznia 1946[1])
- Śląski Krzyż Powstańczy